# Legend o Knjagine Olgue
Legend o Knjagine Olgue (cirílico: Легенда о княгине Ольге) é um drama-histórico soviético de Yuri Ilyenko (dos filmes Sonhar e Viver, Straw Bells), filmado em 1983 é dedicado à personalidade da princesa da Rússia Kievana, Princesa Olga (ou Santa Olga), uma das primeiras a adotar o cristianismo como a única religião, naquele país. As narrativas do filme, baseadas em lendas e contos, tendo como origem as crônicas de Nesterov, bem como nas palavras de contemporâneos de Olga, o diretor tentam recriar a imagem multifacetada e misteriosa da Princesa de Kiev.

A memória é consciência, é um juiz, é uma medida de ser. Quem não tem memória está morto.

palavras ditas pelo Príncipe Vladimir no filme

## Enredo
Este filme, em duas partes, traz uma narrativa clara da época em que se passou. Era o ano de 1015, na capital Kiev, morria o Príncipe Vladimir Krasnoe Solnyshko ou Vladimir I, o Grande (980-1015), da Dinastia Ruríquida, apelidado pelo povo de "Sol Vermelho", aquele que batizou a Rússia, adotando o Cristianismo niceno em 988. Morria ele, o neto de Olga, em seus aposentos, recordando sua vida desde a adolescência até sua chegada em Novgorod para reinar. Olga representava uma figura estatal da Rússia de Kiev (final do século X - início do século XI). Diversas versões, contraditórias e complexas da Grã-Duquesa, chegam para o espectador, baseadas nas memórias ou histórias narradas por três pessoas que se relacionaram de maneiras diferentes com Olga, sendo eles, o monge Arefa, a governanta Malushi e o próprio príncipe Vladimir Krasnoe Solnyshko. Versões, às vezes mutuamente exclusivas, mas precisamente porque dão uma imagem contraditória e complexa da Grã-Duquesa.
O herói mais marcante é o Príncipe Svyatoslav Igorevich I (945-972), que, como sabido, pôs fim à existência do Canato do Cazaquistão. Ests era um herói ousado e duro à frente do governo da jovem Rússia [é está a versão da personalidade daquele herói, aos olhos do diretor Ilyenko e do ator Les Serdyuk. Defendendo a memória de sua mãe Princesa Olga das falsas conjecturas do monge grego Arefa, ele faz um discurso sobre a glória da potência emergente, sua independência e das "grandes religiões" e dos impérios da época.

## O diretor, a cenografia
O filme foi dirigido e escrito por Yuriy Ilyenko, que era também responsável pelos cenários, uma das figuras centrais do cinema ucraniano. Ilyenko tratava muito bem os temas históricos. Onde imprimiu seus traços marcantes (vide a fita Prayer for Hetman Mazepa), como também pelas tradições de sua terra, a Ucrânia, (vide o filme Forest Song baseado na peça de Lesia Ukrainka). Para o papel de Olga notabilizou-se a atriz ucraniana Lyudmila Efimenko (vide Como o aço foi temperado, Karmelyuk), Volodymyr Krasno Solnyshko foi interpretado por um nativo da região de Chernivtsi Ivan Mykolaichuk (vide Marina, Zakhar Berkut), a imagem de Svyatoslav Igorevich no filme foi personificado pelo cidadão de Kharkov Les Serdyuk (nascido naquele filme) Oleg foi interpretado pelo ator russo Nikolai Olyalin (vide Wrath, Night Watch). Apesar do papel aparentemente principal atribuído à princesa de Kiev, ela com pouca frequência nas telas e sempre em roupagens dela, dependendo daquele que traz suas recordação. Aos olhos do grego Arefa, Olga era uma mulher, embora inteligente e perspicaz, dominadora e egoísta. Para a governanta Malusha a princesa uma mulher comum, entretanto incrivelmente dedicada ao seu trabalho. O príncipe Vladimir se lembra dela como sábia e capaz de se sacrificar. Assim que o A Lenda da Princesa Olga se destaca não só pelas narrativas, como também pelos cenários criados, este últimos, nos estúdios de Alexander Dovzhenko onde são criadas as maravilhosas cenas e a participação indispensável da natureza naquela trama, secundados pela brilhante e suave narração. Concluindo A lenda da Princesa Olga é, para os amantes e admiradores de filmes históricos de alta qualidade, mormente os da escola de cinema soviética, um agradável descortinar do passado, desvendado pelos olhos.

## A Lenda do mestre
Dentro do mundo imagético, perspicaz e criativo de Yuri Ilyenko, este filme, impressionante e poético, imprimiu suas profundas marcas na filmoteca soviética. Embora taxado de histórico, o filme traz fragmentárias nuances daquele descortinado período e, faz-nos ver com olhos bem abertos que Olga estava além de seu tempo’’’’’. Assim que entre ser histórias ou lendas quer fossem belas e fabulosas, ou sombrias e cruéis, é um verdadeiro épico cinematográfico, um belo e delicioso poema surgindo, vindo ao mundo pelas mão hábeis de  Yuri Ilyenko e, como tal, permanece por muito tempo em nossa memória, fazendo-nos cre impiedosamente na grandeza de Olga, na firmeza de Svyatoslav e na sabedoria de Vladimir. O filme retrata todas as contradições e disputas, as de lutas civis sangrentas, o confronto irreconciliável do paganismo e do cristianismo e, no pano de fundo de tudo isso, a formação da Grande Rússia como um estado.
Amigo e colega do grande Paradzhanov, com quem juntos fizeram '’’’’Shadows of Forgotten Ancestors'’’’’, Ilyenko com suas obras mais brilhantes ‘’’’'White Bird with a Black Mark’’’’', ‘’’’'Forest Song.  Mavka’’’’' e ‘‘‘‘‘‘The Legend of Princess Olga’’’’' brindou ao público assistente com uma verdadeira e incomum sinfonieta cinematográfica, elevando aos mais altos píncaros o gênero do cinema épico e poético.

## Elenco
| \| Ator/Atriz \| Personagem \| \| --------------------- \| -------------------------------------------------------------------- \| \| Lyudmila Efimenko, \| como a princesa Olga \| \| Les Serdyuk, \| como o Príncipe Svyatoslav Igorevich, filho de Olga, pai de Vladimir \| \| Ivan Ivanov, \| como o Príncipe Vladimir em sua juventude \| \| Konstantin Stepankov, \| como o voivode Sveneld \| \| Ivan Mykolaichuk, \| como Vladimir I, Grão-duque de Kiev, neto de Olga \| \| Ivan Gavlyuk, \| como Rus, amante de Olga (morto por ordem do Príncipe Igor) \| \| Dmitry Mirgorodsky, \| como Aref, o grego, monge-monge \| \| Nikolai Olyalin, \| como Profético Oleg, príncipe \| \| Svetlana Romashko, \| como a governanta Malusha, amada Svyatoslav, mãe de Vladimir \| \| Georgy Morozyuk, \| como o Mensageiro de Viver \| \| Alexander Denisenko, \| como Príncipe Igor, marido de Olga, pai de Svyatoslav \| \| Viktor Demertash, \| como o príncipe Mal, governante da tribo Drevlyan \| \| Yuri Dubrovin, \| como o Homem Nuvem-árvore \| \| Mikhail Golubovich, \| como o noivo burro \| \| Leonid Obolensky, \| como Ilm, como feiticeiro \| \| Alexander Zagrebelny, \| como o O Guerreiro-Compositor \| \| Ivan Savkin, \| como o Novgorod voivode \| \| Philip Ilyenko, \| como o Príncipe Svyatoslav na infância \| |                                                                      |
| Ator/Atriz | Personagem                                                           |
| Lyudmila Efimenko, | como a princesa Olga                                                 |
| Les Serdyuk, | como o Príncipe Svyatoslav Igorevich, filho de Olga, pai de Vladimir |
| Ivan Ivanov, | como o Príncipe Vladimir em sua juventude                            |
| Konstantin Stepankov, | como o voivode Sveneld                                               |
| Ivan Mykolaichuk, | como Vladimir I, Grão-duque de Kiev, neto de Olga                    |
| Ivan Gavlyuk, | como Rus, amante de Olga (morto por ordem do Príncipe Igor)          |
| Dmitry Mirgorodsky, | como Aref, o grego, monge-monge                                      |
| Nikolai Olyalin, | como Profético Oleg, príncipe                                        |
| Svetlana Romashko, | como a governanta Malusha, amada Svyatoslav, mãe de Vladimir         |
| Georgy Morozyuk, | como o Mensageiro de Viver                                           |
| Alexander Denisenko, | como Príncipe Igor, marido de Olga, pai de Svyatoslav                |
| Viktor Demertash, | como o príncipe Mal, governante da tribo Drevlyan                    |
| Yuri Dubrovin, | como o Homem Nuvem-árvore                                            |
| Mikhail Golubovich, | como o noivo burro                                                   |
| Leonid Obolensky, | como Ilm, como feiticeiro                                            |
| Alexander Zagrebelny, | como o O Guerreiro-Compositor                                        |
| Ivan Savkin, | como o Novgorod voivode                                              |
| Philip Ilyenko, | como o Príncipe Svyatoslav na infância                               |

## Festivais e prêmios
- 1984-17 All-Union Film Festival (Kiev) no programa de longas-metragens: prêmio e diploma de melhor trabalho de câmera - Vilen Kalyuta ("A Lenda da Princesa Olga").[5]